# كادونا
كادونا (Kaduna) هي عاصمة ولاية كادونا النيجيرية. تقع في شمال البلاد بالقرب من نهر كادونا. وتعد مركزاً تجارياً ومنطقة مواصلات رئيسية للمناطق الزراعية القريبة، مع وجود الطرق البرية وسكك الحديد. وتعتبر أيضاً مركزاً صناعياً رئيسياً بالنسبة للنصف الشمالي من نيجيريا حيث يتم فيها صناعة منتجات النسيج والحديد الصلب والألمنيوم، بالإضافة إلى المنتجات النفطية. يسكنها 1582211 نسمة (تقديرات 2005).
أسسها البريطانيون عام 1913 وقد كانت عاصمة منطقة شمال نيجيريا منذ عام 1917 حتى 1967. وحتى الآن تعتبر من أهم المناطق السياسية في شمال نيجيريا. يوجد بها أكاديمية الدفاع النيجيرية، وجامعة كادونا، بالإضافة إلى المعهد النيجيري للأبحاث.

## المناخ
يظهر الجدول التالي التغييرات المناخية على مدار السنة لكادونا:
| البيانات المناخية لـكادونا         | البيانات المناخية لـكادونا | البيانات المناخية لـكادونا | البيانات المناخية لـكادونا | البيانات المناخية لـكادونا | البيانات المناخية لـكادونا | البيانات المناخية لـكادونا | البيانات المناخية لـكادونا | البيانات المناخية لـكادونا | البيانات المناخية لـكادونا | البيانات المناخية لـكادونا | البيانات المناخية لـكادونا | البيانات المناخية لـكادونا | البيانات المناخية لـكادونا |
| الشهر                              | يناير                      | فبراير                     | مارس                       | أبريل                      | مايو                       | يونيو                      | يوليو                      | أغسطس                      | سبتمبر                     | أكتوبر                     | نوفمبر                     | ديسمبر                     | المعدل السنوي              |
| ---------------------------------- | -------------------------- | -------------------------- | -------------------------- | -------------------------- | -------------------------- | -------------------------- | -------------------------- | -------------------------- | -------------------------- | -------------------------- | -------------------------- | -------------------------- | -------------------------- |
| الدرجة القصوى °م (°ف)              | 37.8 (100.0)               | 37.8 (100.0)               | 38.3 (100.9)               | 38.3 (100.9)               | 37.8 (100.0)               | 34.4 (93.9)                | 32.2 (90.0)                | 31.7 (89.1)                | 32.2 (90.0)                | 34.4 (93.9)                | 35.6 (96.1)                | 35.6 (96.1)                | 38.3 (100.9)               |
| متوسط درجة الحرارة الكبرى °م (°ف)  | 31.7 (89.1)                | 33.4 (92.1)                | 35.0 (95.0)                | 34.2 (93.6)                | 31.7 (89.1)                | 29.5 (85.1)                | 27.5 (81.5)                | 27.0 (80.6)                | 29.0 (84.2)                | 31.1 (88.0)                | 32.7 (90.9)                | 31.8 (89.2)                | 31.2 (88.2)                |
| المتوسط اليومي °م (°ف)             | 23.4 (74.1)                | 25.0 (77.0)                | 27.7 (81.9)                | 27.9 (82.2)                | 26.3 (79.3)                | 24.6 (76.3)                | 23.4 (74.1)                | 23.2 (73.8)                | 24.0 (75.2)                | 24.9 (76.8)                | 24.2 (75.6)                | 23.0 (73.4)                | 24.8 (76.6)                |
| متوسط درجة الحرارة الصغرى °م (°ف)  | 15.1 (59.2)                | 16.7 (62.1)                | 20.4 (68.7)                | 21.6 (70.9)                | 20.9 (69.6)                | 19.8 (67.6)                | 19.4 (66.9)                | 19.3 (66.7)                | 19.1 (66.4)                | 18.7 (65.7)                | 15.6 (60.1)                | 14.3 (57.7)                | 18.4 (65.1)                |
| أدنى درجة حرارة °م (°ف)            | 9.4 (48.9)                 | 8.9 (48.0)                 | 15.0 (59.0)                | 14.7 (58.5)                | 16.7 (62.1)                | 15.6 (60.1)                | 16.7 (62.1)                | 16.7 (62.1)                | 15.6 (60.1)                | 13.3 (55.9)                | 10.0 (50.0)                | 9.4 (48.9)                 | 8.9 (48.0)                 |
| الهطول مم (إنش)                    | 0.5 (0.02)                 | 2 (0.1)                    | 13 (0.5)                   | 66 (2.6)                   | 157 (6.2)                  | 178 (7.0)                  | 206 (8.1)                  | 290 (11.4)                 | 277 (10.9)                 | 86 (3.4)                   | 5 (0.2)                    | 0 (0)                      | 1٬280 (50.4)               |
| متوسط أيام هطول الأمطار (≥ 0.3 mm) | 0                          | 0                          | 2                          | 5                          | 13                         | 16                         | 18                         | 22                         | 21                         | 8                          | 0                          | 0                          | 105                        |
| متوسط الرطوبة النسبية (%)          | 26                         | 24                         | 37                         | 57                         | 73                         | 82                         | 86                         | 88                         | 85                         | 74                         | 48                         | 31                         | 59                         |
| ساعات سطوع الشمس الشهرية           | 279.0                      | 262.7                      | 266.6                      | 243.0                      | 241.8                      | 216.0                      | 155.0                      | 120.9                      | 171.0                      | 248.0                      | 285.0                      | 294.5                      | 2٬783٫5                    |
| ساعات سطوع الشمس اليومية           | 9.0                        | 9.3                        | 8.6                        | 8.1                        | 7.8                        | 7.2                        | 5.0                        | 3.9                        | 5.7                        | 8.0                        | 9.5                        | 9.5                        | 7.6                        |
| المصدر: الأرصاد الجوية الألمانية   |                            |                            |                            |                            |                            |                            |                            |                            |                            |                            |                            |                            |                            |

## أعلام
- إبراهيم بابانجيدا، لاعب كرة قدم.
- سيلستين بابايارو
- كينيث أوميرو
- أروا أميه
- فينسنت إنياما
- رشيدي يقيني